# Frédéric Bastiat
Claude Frédéric Bastiat (Bayonne, 30 juni 1801 - Rome, 24 december 1850) was een Frans econoom en klassiek-liberaal filosoof.

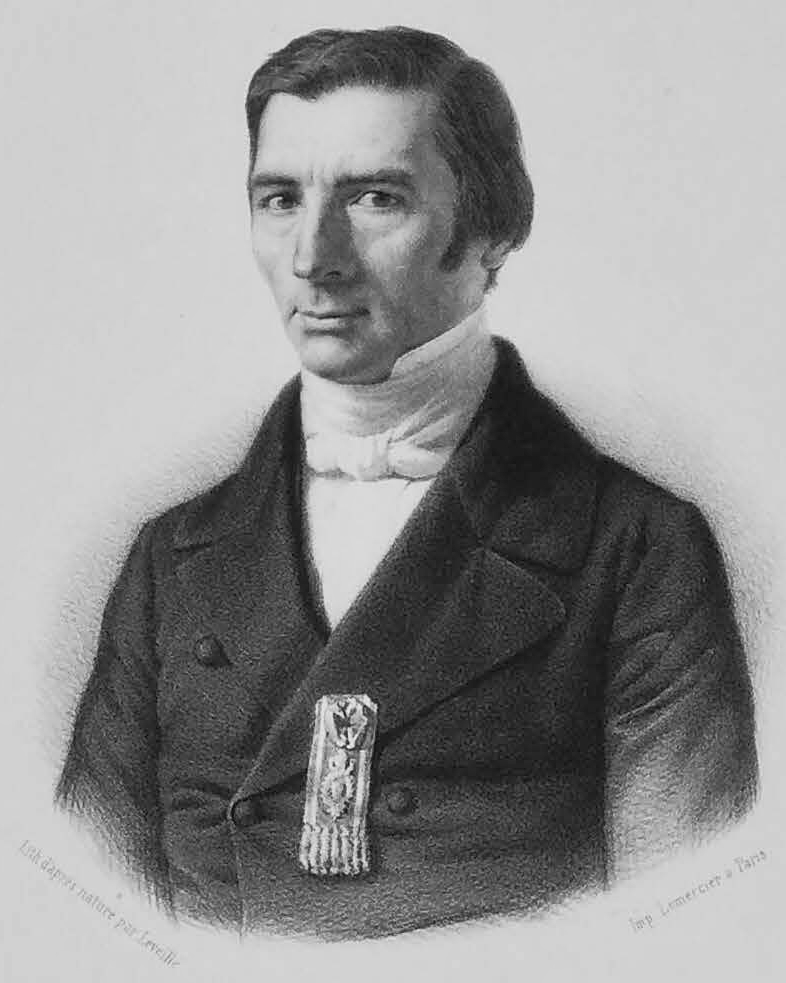
Frédéric Bastiat

Als pleitbezorger van de klassieke economie en de economie van Adam Smith waren zijn opvattingen voorstander van een vrije markt en beïnvloedden ze de Oostenrijkse School.  Hij is vooral bekend om zijn boek The Law, waarin hij betoogde dat de wet rechten zoals privé-eigendom moet beschermen en niet het eigendom van anderen moet 'plunderen'.

## Leven
Bastiat werd geboren te Bayonne, een klein plaatsje in het Franse departement Pyrénées-Atlantiques. Zijn ouders stierven al vroeg in zijn leven, waardoor hij onder voogdijschap kwam te staan van zijn grootvader, een lokale handelaar. Hij was een goede scholier, maar verliet toch voortijdig zijn school en ging voor zijn oom werken. Toen zijn grootvader in 1825 overleed, erfde hij deels zijn landgoed waar hij de komende jaren zou verblijven. Bastiat begon te schrijven over het protectionisme en werd politiek geëngageerd. In 1831 werd hij benoemd tot juge de Paix, een gerechtelijke functie, gevolgd door een benoeming in 1833 tot Conseiller Général voor het Kanton Mugron. Ondanks eerdere pogingen, lukte het hem pas in 1848 volksvertegenwoordiger te worden, als gedeputeerde voor het departement Landes. Hij overleed vroegtijdig aan de gevolgen van het oplopen van tuberculose.

## De Wet
Ongetwijfeld is Bastiats belangrijkste werk, oorspronkelijk een pamflet, De Wet, 1850, die de ontwikkeling van een vrij en rechtvaardig wetssysteem beschrijft en alle aspecten van de toepassing ervan in een liberale maatschappij behandelt., oorspronkelijk gepubliceerd als in 1850. Het definieert een rechtvaardig systeem van wetten en laat vervolgens zien hoe een dergelijke wet een vrije samenleving faciliteert. In The Law schreef Bastiat dat iedereen het recht heeft om "zijn persoon, zijn vrijheid en zijn eigendom" te beschermen. De staat zou slechts een "vervanging van een gemeenschappelijke kracht voor individuele krachten" moeten zijn om dit recht te verdedigen. Volgens Bastiat heeft gerechtigheid (wat betekent verdediging van iemands leven, vrijheid en eigendom) precieze grenzen, maar als de regeringsmacht zich verder uitstrekt tot filantropische inspanningen, dan wordt de overheid zo grenzeloos dat ze eindeloos kan groeien. Het resulterende statisme is "gebaseerd op deze drievoudige hypothese: de totale traagheid van de mensheid, de almacht van de wet en de onfeilbaarheid van de wetgever". Het publiek wordt dan sociaal ontwikkeld door de wetgever en moet buigen voor de wil van de wetgever "zoals de klei voor de pottenbakker", zeggende:
— Het socialisme verwart, net als de oude ideeën waaruit het voortkomt, het onderscheid tussen overheid en samenleving. Als gevolg hiervan concluderen de socialisten elke keer dat we bezwaar maken tegen iets dat door de regering wordt gedaan, dat we er bezwaar tegen hebben. Wij keuren staatsonderwijs af. Dan zeggen de socialisten dat wij tegen elke opvoeding zijn. Wij maken bezwaar tegen een staatsgodsdienst. Dan zeggen de socialisten dat we helemaal geen religie willen. Wij maken bezwaar tegen een door de staat afgedwongen gelijkheid. Dan zeggen ze dat we tegen gelijkheid zijn. En ga zo maar door, enzovoort. Het is alsof de socialisten ons ervan beschuldigen dat we niet willen dat mensen eten omdat we niet willen dat de staat graan verbouwt. Ik betwist niet hun recht om sociale combinaties te bedenken, er reclame voor te maken, ze te bepleiten en ze op eigen kosten en op eigen risico uit te proberen. Maar ik betwist wel hun recht om ons deze plannen bij wet - met geweld - op te leggen en ons te dwingen ervoor te betalen met onze belastingen.
Bastiat stelt dat de wet pervers wordt wanneer het iemands recht op zelfverdediging (van zijn leven, vrijheid en eigendom) benadeelt ten gunste van het recht van een ander op gelegaliseerde plundering, wat hij definieert met "Kijk of de wet afneemt van sommige personen wat tot hen behoort [als eigendom], om het te geven aan anderen aan wie het niet behoort [in eigendom]. Kijk of de wet wordt uitgevoer, voor de winst van een burger en om de schade aan anderen te voorkomen, en of de burgers de handelingen niet kunnen uitvoeren zonder het plegen van een misdrijf." waarin hij de fiscale ondersteuning van "beschermende tarieven, subsidies, gegarandeerde winsten, gegarandeerde banen, hulp- en welzijnsregelingen, openbaar onderwijs, progressieve belastingen, gratis krediet en openbare werken". Volgens Bastiat kan legale plundering op "een oneindig aantal manieren" worden gepleegd. We hebben dus een oneindig aantal plannen om het te organiseren: tarieven, bescherming, voordelen, subsidies, aanmoedigingen, progressieve belastingen, openbare scholen, gegarandeerde banen, gegarandeerde winst minimumlonen, recht op hulp, recht op arbeidsmiddelen, gratis krediet, enz. Al deze plannen als geheel - met hun gemeenschappelijke doel van legale plundering - vormen het socialisme". Bastiat maakte ook het volgende humoristische punt: "Als de natuurlijke neigingen van de mensheid zo slecht zijn dat het niet veilig is om mensen vrij te laten zijn, hoe komt het dan dat de neigingen van deze organisatoren altijd goed zijn? agenten behoren ook tot het menselijk ras? Of geloven ze dat ze zelf van een fijnere klei zijn gemaakt dan de rest van de mensheid?"

## Werk
Bastiat zal verder altijd herinnerd worden voor zijn satirische pamfletten. Vooral zijn petitie van kaarsenmakers gericht aan de Franse wetgevende gedeputeerden is beroemd geworden. Hierin werd gesteld dat er zich een uitzonderlijk gunstige gelegenheid zou voordoen voor de gedeputeerden die zich uitermate inzetten voor de Franse producenten door het buitenhouden van buitenlandse competitie, om zodanig binnenlandse prijzen laag te houden en voor overvloed te zorgen. Ze attendeerde erop dat er nog een buitenlandse mogendheid (de zon!) was, die de markt overspoelde met een gratis product. Ze verlangde daarop dat de gedeputeerde er alles aan zouden doen om die mogendheid buiten te houden, om daarmee de welvaart van de Franse inwoners te bevorderen.
Zijn werk Ce qu'on voit et ce qu'on ne voit pas (Wat men ziet, en wat men niet ziet) is een uitstekend voorbeeld van het economisch principe van verborgen kosten. Hierin stelt hij dat er vaak wel gekeken wordt naar de directe consequenties van economisch handelen, maar niet naar de eventuele andere, vaak verborgen, effecten hiervan. Hij noemde het voorbeeld van een winkelier, van wie de winkelruit wordt ingeslagen. De consensus zou zijn dat dit een onfortuinlijke gebeurtenis is, maar dat het gelukkig wel weer geld oplevert voor de glazenmaker, die toch ook moet leven van het geven van arbeid. Maar wat nu als de ruit nog steeds heel zou zijn, zodat de winkelier niet de glazenmaker had moeten betalen voor de ruit? Misschien had de winkelier er dan wel voor gekozen om schoenen te kopen. De winkelier zou dan een mooi paar nieuwe schoenen hebben én nog steeds de voldoening krijgen van een hele winkelruit. Er wordt dus geen welvaart gecreëerd door het onnodig vernietigen van eigendom.